# 14.ª etapa do Tour de France de 2021
A 14.ª etapa do Tour de France de 2021 teve lugar a 10 de julho de 2021 entre Carcassona e Quillan sobre um percurso de 183,7 km e foi vencida pelo neerlandês Bauke Mollema da equipa Trek-Segafredo. O esloveno Tadej Pogačar conseguiu manter a liderança uma jornada mais.

## Classificação da etapa
| Carcassonne - Quillan | etapa escarpada | (183,7 km) |

| \| Classificação por etapas \| Classificação por etapas \| Classificação por etapas \| Classificação por etapas \| Classificação por etapas \| \| Ciclista \| Ciclista \| Equipe \| Tempo \| \| \| ------------------------ \| ------------------------ \| ---------------------------------- \| ------------------------ \| ------------------------ \| \| 1. \| Bauke Mollema \| Trek-Segafredo \| 4h16m16s \| \| \| 2. \| Patrick Konrad \| Bora-Hansgrohe \| + 1m04s \| \| \| 3. \| Sergio Higuita \| EF Education-Nippo \| + 1m04s \| \| \| 4. \| Mattia Cattaneo \| Deceuninck-Quick Step \| + 1m06s \| \| \| 5. \| Michael Woods \| Israel Start-Up Nation \| + 1m10s \| \| \| 6. \| Omar Fraile \| Astana-Premier Tech \| + 1m25s \| \| \| 7. \| Élie Gesbert \| Arkéa-Samsic \| + 1m25s \| \| \| 8. \| Quentin Pacher \| B&B Hotels p/b KTM \| + 1m25s \| \| \| 9. \| Louis Meintjes \| Intermarché-Wanty-Gobert Matériaux \| + 1m26s \| \| \| 10. \| Esteban Chaves \| BikeExchange \| + 1m28s \| \| |                 |                                    |          |
| |                 |                                    |          |
| Fonte: ProCyclingStats |                 |                                    |          |
| Classificação por etapas |                 |                                    |          |
| Ciclista | Ciclista        | Equipe                             | Tempo    |
| 1. | Bauke Mollema   | Trek-Segafredo                     | 4h16m16s |
| 2. | Patrick Konrad  | Bora-Hansgrohe                     | + 1m04s  |
| 3. | Sergio Higuita  | EF Education-Nippo                 | + 1m04s  |
| 4. | Mattia Cattaneo | Deceuninck-Quick Step              | + 1m06s  |
| 5. | Michael Woods   | Israel Start-Up Nation             | + 1m10s  |
| 6. | Omar Fraile     | Astana-Premier Tech                | + 1m25s  |
| 7. | Élie Gesbert    | Arkéa-Samsic                       | + 1m25s  |
| 8. | Quentin Pacher  | B&B Hotels p/b KTM                 | + 1m25s  |
| 9. | Louis Meintjes  | Intermarché-Wanty-Gobert Matériaux | + 1m26s  |
| 10. | Esteban Chaves  | BikeExchange                       | + 1m28s  |

## Classificações ao final da etapa

### Classificação geral(Maillot Jaune)
| \| Classificação geral \| Classificação geral \| Classificação geral \| Classificação geral \| Classificação geral \| \| Ciclista \| Ciclista \| Equipe \| Tempo \| \| \| ------------------- \| ------------------- \| --------------------- \| ------------------- \| ------------------- \| \| 1. \| Tadej Pogačar \| UAE Team Emirates \| 56h50m21s \| \| \| 2. \| Guillaume Martin \| Cofidis \| + 4m04s \| \| \| 3. \| Rigoberto Urán \| EF Education-Nippo \| + 5m18s \| \| \| 4. \| Jonas Vingegaard \| Jumbo-Visma \| + 5m32s \| \| \| 5. \| Richard Carapaz \| Ineos Grenadiers \| + 5m33s \| \| \| 6. \| Ben O'Connor \| AG2R Citroën Team \| + 5m58s \| \| \| 7. \| Wilco Kelderman \| Bora-Hansgrohe \| + 6m16s \| \| \| 8. \| Alexey Lutsenko \| Astana-Premier Tech \| + 6m30s \| \| \| 9. \| Enric Mas \| Movistar Team \| + 7m11s \| \| \| 10. \| Mattia Cattaneo \| Deceuninck-Quick Step \| + 9m48s \| \| |                  |                       |           |
| |                  |                       |           |
| Fonte: ProCyclingStats |                  |                       |           |
| Classificação geral |                  |                       |           |
| Ciclista | Ciclista         | Equipe                | Tempo     |
| 1. | Tadej Pogačar    | UAE Team Emirates     | 56h50m21s |
| 2. | Guillaume Martin | Cofidis               | + 4m04s   |
| 3. | Rigoberto Urán   | EF Education-Nippo    | + 5m18s   |
| 4. | Jonas Vingegaard | Jumbo-Visma           | + 5m32s   |
| 5. | Richard Carapaz  | Ineos Grenadiers      | + 5m33s   |
| 6. | Ben O'Connor     | AG2R Citroën Team     | + 5m58s   |
| 7. | Wilco Kelderman  | Bora-Hansgrohe        | + 6m16s   |
| 8. | Alexey Lutsenko  | Astana-Premier Tech   | + 6m30s   |
| 9. | Enric Mas        | Movistar Team         | + 7m11s   |
| 10. | Mattia Cattaneo  | Deceuninck-Quick Step | + 9m48s   |

### Classificação por pontos(Maillot Vert)
| Classificação por pontos | Classificação por pontos | Classificação por pontos | Classificação por pontos | Classificação por pontos |
| Ciclista                 | Ciclista                 | Equipe                   | Pontos                   |                          |
| ------------------------ | ------------------------ | ------------------------ | ------------------------ | ------------------------ |
| 1.                       | Mark Cavendish           | Deceuninck-Quick Step    | 279 pts                  |                          |
| 2.                       | Michael Matthews         | BikeExchange             | 187 pts                  |                          |
| 3.                       | Jasper Philipsen         | Alpecin-Fenix            | 174 pts                  |                          |
| 4.                       | Sonny Colbrelli          | Bahrain Victorious       | 159 pts                  |                          |
| 5.                       | Julian Alaphilippe       | Deceuninck-Quick Step    | 131 pts                  |                          |
| 6.                       | Nacer Bouhanni           | Arkéa-Samsic             | 126 pts                  |                          |
| 7.                       | Tadej Pogačar            | UAE Team Emirates        | 103 pts                  |                          |
| 8.                       | Wout van Aert            | Jumbo-Visma              | 100 pts                  |                          |
| 9.                       | Michael Mørkøv           | Deceuninck-Quick Step    | 95 pts                   |                          |
| 10.                      | Bauke Mollema            | Trek-Segafredo           | 76 pts                   |                          |

### Classificação da montanha(Maillot à Pois Rouges)
| Classificação da montanha | Classificação da montanha | Classificação da montanha | Classificação da montanha | Classificação da montanha |
| Ciclista                  | Ciclista                  | Equipe                    | Pontos                    |                           |
| ------------------------- | ------------------------- | ------------------------- | ------------------------- | ------------------------- |
| 1.                        | Michael Woods             | Israel Start-Up Nation    | 54 pts                    |                           |
| 2.                        | Nairo Quintana            | Arkéa-Samsic              | 50 pts                    |                           |
| 3.                        | Wout Poels                | Bahrain Victorious        | 49 pts                    |                           |
| 4.                        | Wout van Aert             | Jumbo-Visma               | 43 pts                    |                           |
| 5.                        | Bauke Mollema             | Trek-Segafredo            | 41 pts                    |                           |
| 6.                        | Kenny Elissonde           | Trek-Segafredo            | 27 pts                    |                           |
| 7.                        | Tadej Pogačar             | UAE Team Emirates         | 26 pts                    |                           |
| 8.                        | Ben O'Connor              | AG2R Citroën Team         | 24 pts                    |                           |
| 9.                        | Sergio Higuita            | EF Education-Nippo        | 24 pts                    |                           |
| 10.                       | Julian Alaphilippe        | Deceuninck-Quick Step     | 20 pts                    |                           |

### Classificação do melhor jovem(Maillot Blanc)
| Classificação dos jovens | Classificação dos jovens | Classificação dos jovens | Classificação dos jovens | Classificação dos jovens |
| Ciclista                 | Ciclista                 | Equipe                   | Tempo                    |                          |
| ------------------------ | ------------------------ | ------------------------ | ------------------------ | ------------------------ |
| 1.                       | Tadej Pogačar            | UAE Team Emirates        | 56h50m21s                |                          |
| 2.                       | Jonas Vingegaard         | Jumbo-Visma              | + 5m32s                  |                          |
| 3.                       | Aurélien Paret-Peintre   | AG2R Citroën Team        | + 24m44s                 |                          |
| 4.                       | David Gaudu              | Groupama-FDJ             | + 30m51s                 |                          |
| 5.                       | Sergio Higuita           | EF Education-Nippo       | + 49m04s                 |                          |
| 6.                       | Valentin Madouas         | Groupama-FDJ             | + 1h21m36s               |                          |
| 7.                       | Mark Donovan             | Team DSM                 | + 1h24m38s               |                          |
| 8.                       | Neilson Powless          | EF Education-Nippo       | + 1h34m53s               |                          |
| 9.                       | Jonas Rutsch             | EF Education-Nippo       | + 1h40m45s               |                          |
| 10.                      | Brent Van Moer           | Lotto-Soudal             | + 1h41m48s               |                          |

### Classificação por equipas(Classement par Équipe)
| Classificação por equipes | Classificação por equipes | Classificação por equipes | Classificação por equipes |
| Equipe                    | Equipe                    | Tempo                     |                           |
| ------------------------- | ------------------------- | ------------------------- | ------------------------- |
| 1.                        | Bahrain Victorious        | 171h22m59s                |                           |
| 2.                        | EF Education-Nippo        | + 13m19s                  |                           |
| 3.                        | AG2R Citroën Team         | + 16m21s                  |                           |
| 4.                        | Ineos Grenadiers          | + 20m48s                  |                           |
| 5.                        | Bora-Hansgrohe            | + 27m03s                  |                           |
| 6.                        | Jumbo-Visma               | + 33m08s                  |                           |
| 7.                        | Astana-Premier Tech       | + 40m51s                  |                           |
| 8.                        | Trek-Segafredo            | + 41m19s                  |                           |
| 9.                        | Movistar Team             | + 44m42s                  |                           |
| 10.                       | UAE Team Emirates         | + 57m32s                  |                           |

## Abandonos
Warren Barguil e Søren Kragh Andersen não tomaram a saída como consequência de uma queda na etapa anterior.